# Jonas et Lila, à demain
Pour plus de détails, voir Fiche technique et Distribution.
Jonas et Lila, à demain est un film français réalisé par Alain Tanner et sorti en 1999.
Le film est considéré comme une sorte de suite de Jonas qui aura 25 ans en l'an 2000 réalisé par Tanner en 1975.

## Synopsis
Jonas, un jeune homme de vingt-cinq ans qui a terminé une école de cinéma, est marié à Lila, une jeune Africaine. Ils vivent ensemble à Marseille. Un jour, ils rencontrent Anziano, un ancien metteur en scène. Anziano prépare des œufs sur le plat pour Jonas tout en discutant de cinéma. Pendant ce temps, Jonas partage son histoire d’amour avec Lila. Lila, en voix off, retrace la carrière d’Anziano.
Plus tard, Jonas et Lila retournent à Genève et célèbrent l’an 2000 en faisant l’amour. Au cours de leur vie quotidienne, ils interagissent avec divers personnages. Parmi eux, la comédienne russe Irina, Jean, Cécile et d’autres. Chacun de ces personnages apporte sa propre dynamique à la vie de Jonas et Lila. Ils sont tous fragilisés par un monde instable et, au fil des jours et des événements, ils tissent les fils de ce qui pourrait s’appeler un "petit conte des temps à venir"...

## Fiche technique
- Réalisation : Alain Tanner
- Scénario : Bernard Comment, Alain Tanner
- Musique : Michel Wintsch
- Image : Denis Jutzeler
- Montage : Monica Goux
- Durée : 124 minutes[2]
- Dates de sortie : 
  - Suisse : 11 novembre 1999
  - France: 5 janvier 2000

## Distribution
- Jérôme Robart : Jonas
- Aïssa Maïga : Lila
- Natalia Dontcheva : Irina
- Jean-Pierre Gos : Jean
- Marisa Paredes : María
- Heinz Bennent : Anziano
- Cécile Tanner : Cécile
- Philippe Demarle : Pierre
- Ania Temler : La bande à Jonas
- Dominique Ziegler : La bande à Jonas
- Julien Basler : La bande à Jonas
- Laurent Cupelin : La bande à Jonas
- Laurence Scheurer : La bande à Jonas
- Mehdi Kamel : La bande à Jonas
- Olivier Périat : La bande à Jonas
- Jacques Dau : Marcel
- Claude Vuillemin : Le cheminot
- Ekaterina Tchetchelachvili : La danseuse
- Pierre Maillard : Le producteur de télé
- Stéphanie Chuat : Une prostituée